# John Riddoch Rymill
John Riddoch Rymill, né le 13 mars 1905 à Penola et mort le 7 septembre 1968 à Penola, est un explorateur polaire australien.

## Biographie
Il étudie au Scott Polar Research Institute, s'entraine aux conditions difficiles dans les montagnes en Europe et prend des leçons de vols sur de Havilland.
Il participe en 1930 à l'expédition au Groenland de Gino Watkins et, avec Wilfred Edward Hampton, traversent le Groenland de Sermilik à Ivigtut. 
Il dirige ensuite l'expédition British Graham Land (BGLE) en Antarctique entre 1934 et 1937 sur la terre de Graham dans le cadre de recherches géophysiques.
Rymill est l'un des rares récipiendaires de la médaille polaire avec deux barres ; l'une pour l'Arctique — Groenland — (1930-1931) et l'autre pour l'Antarctique (1934-1937).